# Рита Вилсон
Рита Вилсон (енгл. Rita Wilson; 26. октобар 1956) је америчка глумица, певачица, текстописац и продуцент. Глумила је у филмовима Добровољци (1985), Бесани у Сијетлу (1993), Некад и сад (1995), Турбо тата (1996), Прича о нама (1999), Одбегла млада (1999), Компликовано је (2009) и Лери Краун (2011), серијама Добра жена и Девојке. Поред филмова, игра и у позоришним представама на Бродвеју, продуцирала је неколико филмова укључујући Моја велика мрсна православна свадба (2002). 
Као певач / текстописац, објавила је албуме  AM/FM, Rita Wilson, Bigger Picture и Halfway to Home. Марта 2019, добила је звезду на Холивудској стази славних.

## Детињство и младост
Рита Вилсон је рођена као Маргарита Ибрахимоф у Холивуду, Калифорнија где је и одрасла.
 Њена мајка, Доротеа Цигкоу, је Гркиња одрасла у месту Сотире у Албанији, близу границе са Грчком. Њен отац, Хасан Халилов Ибрахиоф, био је бугарски муслиман, Помак, рођен у месту Ораио у грчкој, близу границе са Бугарском. Породица њеног оца преселила се у Бугарску кад је он био дете. Он се преселио у САД 1949. године. Када се оженио, прешао је из ислама у православно хришћанство и 1960. године променио име у Алан Вилсон , бирајући своје име по локалној улици. Рита Вилсон је одгајана у Грчкој православној вери. Поред бугарског, њен отац је  говорио и  „руски, турски, пољски, грчки, мало италијански, мало француски” изјавио је Ритин супруг Том Хенкс, и да је свој портрет лика Виктора Наворског у филму Терминал засновао на свом тасту.

## Каријера

### Филм, телевизија, позориште
Глумачка каријера Рите Вилсон почела је гостовањем у серији Брејдијеви у епизоди „Грегов троугао” из 1972. године, где је играла Пат Конвеј, кандидата за главну навијачицу. Два пута се појавила у серији Меш 1982. године као медицинска сестра Лејси. Појавила се и у ситкому Ортаци у ком је глумио њен будући муж Том Хенкс, и као Хестер Роуз Крејн, мајка Фрејжера Крејна у серији Фрејжер. Појавила се у бројним филмовима, укључујући Добровољци, Ломача таштине, Бесани у Сијетлу, Некад и сад, То што радиш!, Турбо тата, Одбегла млада,  Прича о нама, Подигни глас, Компликовано је и Лери Краун.
На телевизији је глумила Сусан Борман, супругу астронаута Френка Бормана, у минисерији Од Земље до Месеца. Глумила је у многим серијама, укључујући Фрејжер, Без одушевљења, молим, Ред и закон: Одељење за специјалне жртве, Тело је доказ, Добра жена и Девојке.
Помогла је глумици Нији Вардалос да склопи посао за филм Моја велика мрсна православна свадба, који је постао најисплативији независни филм свих времена. Такође је и продуцирала филм. Наставак филма
Моја велика мрсна православна свадба 2 из 2016. године је копродуцирала а имала је и споредну улогу.
Поштовање њеном грчком наслеђу је 2016. године исказала грчка поштанска служба ЕЛТА  тако што је објавила поштанску маркицу са њеним ликом. Тада су објављене још четири маркице са успешним људима грчког порекла: филмски стваралац Коста-Гаврас, инжењер и предузетник Петер Диамандис, новинар Џорџ Стефанопулос и бизнисмен милијардер Џон Кациматидис.

Продуцирала је филм Mamma Mia! 2008. године,  а осам година касније његов наставак Мама миа! Идемо поново.
Дебитовала је на Бродвеју 2006. године у улози Рокси Харт у мјузиклу Чикаго.
  На Бродвеј се вратила 2015. године у представи Ларија Дејвида Fish in the Dark, у којој је глумила његову супругу Бренду. Играла је и разне улоге у представи Норе Ефрон и Делије Ефрон Љубав, губитак и шта сам обукла. Репризирала је улоге у позоришту Гефен Плејхаус у Лос Анђелесу. У истом позоришту играла је у Пулицером награђеној представи Данијела Маргулиеса Вечера са пријатељима, у режији добитника награде Тони Дан Саливана. Играла је улогу
Маме у светској премијери представе Лисе Лумер Поремећено, у позоришту Марк Тапер, такође у Лос Анђелесу.

### Музика
Њено дугогодишње интересовање за певање навело ју је да сними дебитантски соло албум AM/FM, који је издала 8. маја 2012. године. На албуму су били класици из 1960-их / 70-их, укључујући и Wichita Lineman који је извела са писцем и композитором песме Џимијем Вебом. Такође је снимила дует All I Have To Do Is Dream са бившим музичарем Соундгардена и Аудиослејва Крисом Корнелом. На албуму гостују Фејт Хил, Шерил Кроу, Винс Гил и Пати Скиалфа (која је такође продуцирала нумеру Come See About Me са Роном Ањелом).
На националној церемонији паљења Божићне јелке у Вашингтону, 4. децембра 2014, наступила је за председника Обаму и Мишел Обаму, а била је и домаћин догађаја.
Од 2016. године Рита је почела да пише песме уз помоћ коаутора, Каре Диогвардија која је била номинованог за Греми награду. Прва песма коју је написала и отпевала била је Grateful (касније се појавила на албуму Rita Wilson) заједно са Диогвардијом и Џејсоном Ривсом. Раније, 2014. године, написала је песму Bad Things са Матом Нетхенсоном за филм о Скотом Иствудом Патрола у зору, у ком је такође глумила.
Исте године објавила је други албум. Написала је све песме на албуму са Деном Вилсоном, Каром Диогвардијом, Џејсоном Ривсом, Дарелом Бауном, Кристијаном Бушом, Ричардом Марксом, Лорен Кристи, Микал Блу, Нејтан Чапман, Џејсон Вејд, Стефани Чапман, Рон Ањело, Џилијан Жаклин, Џеси Александер, ЏР Рандел, Југомир Лониц, Блер Дали и Кели Арчер. Песму Strong Tonight извела је Кони Бритон у телевизијској серији Нешвил.
Њујорк тајмс је рекао: „Госпођа Вилсон има нешто у гласу што изазива чежњу и сломљено срце иза веселе фасаде."
У промоцији албума, отворила је концерт на турнеји бенда Чикаго. Изјавила је да је одувек била обожаватељка бенда. „Изузетно сам одушевљена што ћу отворити њихов концерт, они заузимају значајно место у мом музичком развоју. Било да сам их слушала док скијам низ падину или се возим у свом аутомобилу, увек ме развеселе мелодија и текстова њихових песама” рекла је Рита Вилсон.
Годину дана касније, одржала је концерт "Liner Notes: текстописци, приче и музика са Ритом Вилсон и пријатељима", где је певала, али и је позвала остале певаче и текстописце да учествују у догађају. Шоу је одржан у позоришту Одри Скрибол Кенис у Лос Ангелесу, а између осталих су укључивали Пати Смит, Дезмонд Чајлд, Џеф Бери, Кристијан Буш.
На трећем албуму Bigger Picture, теме је узимала директно из свог личног живота. Албум је објављен 28. септембра 2018. Поновно је радила са продуцентом Фредом Молином, са којим је радила и на свом дебитантском албуму AM/FM 2012. године. И на овом албуму је написала већину текстова у сарадњи са Кристијаном Бушом и Дарелом Браувом, као и новим партнерима Браћом Ворен, Линдом Робинс, Алексом Рејдом. На албум је укључена и обрада песмама Кет Стевенс The Wind и Хала Дејвида What the World Needs Now is Love.
Такође, 2018. године њена оригинална песма Heart Unknown, коришћена је у филму Једноставно венчање. Извела је песму коју је  написао заједно са Џошом Александером, Каром Диогварди и Моцелома. Поред ове, отпевала је песму Sometimes Love, чији је коаутор заједно са Дејвидом Хоџесом, за независни филм Емет, у ком такође глуми.
Четврти албум Halfway to Home је објавила 29. марта 2019. године. На албуму је песма Throw Me a Party, инспирисану њеним преживљавањем рака дојке. Остале песме настале су у сарадњи са је Моцелом, Мичом Аланом, Каром Диогвардијом, Лиз Роуз и Крисијаном Бушом. 
Албум је копродуцирао Нејтан Чапман. „На албуму Halfway to Home Рита Вилсон узима из музичке традиције дубоко приповедање (рок из Јужне Калифорније, музика Нешвила), што је било одлика њеног одрастања”, објаснио је Ролинг Стоне.
Током своје музичке каријере, Рита Вилсон је изводила своје песме у ТВ емисијама на Елен, Вечерњи шоу са Џимијем Фалоном , Шоу са Џејмсом Корденом , Уживо са Џимијем Кимелом! Данас   и други.

### Новинарство
За часописа Харперс Базар, написала је двадесет и један чланак. 
Такође је покренула и била главни уредник одељка о Хуфингтон Посту под називом Хуф / Пост50, који је истраживао теме које се тичу 
људи старијих од педесет година. Такође је писала за О, часопис Опре Винфри.

## Приватни живот
Удала се за глумца Том Хенкса 1988. године.  Имају два сина, Честера и Трумана. Том Хенкс има још двоје деце из претходног брака Колина и Елизабет. Имају троје унучади.
Члан је Грчке православне цркве.
У априлу 2015. године, Рита Вилсон је објавила да јој је дијагностикован рак дојке и да је била подвргнута двострукој мастектомији и реконструктивној операцији. После једномесечне паузе вратила се представи Ларија Дејвида на Бродвеју.
Том Хенкс је, 12. марта 2020. године, на свом Инстаграм профилу објавио да, док је снимао филм Елвис режисера База Лурмана у Аустралији, он и Рита заражени вирусом COVID-19 и да имају благе симптоме. Примљени су у Универзитетску болницу Голд Кост. Након карантина, 27. марта, Рита Вилсон и њен супруг вратили су се кући у Лос Анђелес.

## Активизам
Рита Вилсон је 2015. године потписала отворено писмо за акцију организације ONE Campaign, која је писмо упутила Ангели Меркел и Нкосазани Дламини-Зума, позивајући их да се усредсреде на жене док обављају функције шефа G7 у Немачкој и АУ у Јужној Африци, и да утврде приоритете у финансирању пред УН самит у септембру 2015. који је требало да утврди нове развојне циљеве генерације.

## Хуманитарни рад
Више од двадесет година Рита и њен супруг Том Ханкс били су почасни копредсједавајући заједно са Стивеном Спилбергом и Кејт Кепшо из Фонда за истраживање рака код жена, специјализованих за прикупљање новца. Године 2016, удружили су снаге са Фондацијом за истраживање рака дојке Евелин Лаудер. Рита је допринела  Центру за борбу против рака Мофит тако што је донирала накит од сребра и 14 каратног злата.
Рита Вилсон је навела Рози О’Донел као инспирацију за добротворни рад, посебно против рака и за дечје хуманитарне организација.
Она и њен супруг такође већ дуги низ година подржавају Шекспиров центар из Лос Анђелеса, 
 од 1989. године када је играла Селију у продукцији Како вам драго.  Њихов годишњи догађај Једноставно Шекспир прикупља средства за подршку програмима за непривилеговану омладину. Музичари који помажу у прикупљању средстава су између осталих Пол Макартни, Пол Сајмон, Фејт Хил, Риба Мекинтајер и још многи.
У 2018. години Рита и Том су награђени  наградом Амбасадори хуманости Фондације USC Shoah као признање за дугогодишњу посвећеност хуманитарном раду и подршци ветеранима”.
Пар такође доприноси другим добротворним организацијама, укључујући АИДС пројекат Лос Анђелес, и многе друге.
Рита Вилсон и њен супруг такође су дали значајан допринос у помагању људима погођеним пожаром у месту Мати у Грчкој. Ово је њој и супругу донело почасно држављанство Грчке од грчког председника Прокописа Павлопулоса  27. децембра 2019. године.

## Филмографија

### Глумица
| Година | Наслов                                    | Улога                     | Напомене                                         |
| ------ | ----------------------------------------- | ------------------------- | ------------------------------------------------ |
| 1972   | Брејдијеви                                | Пет Конвеј                | ТВ серија (епизода: "Грегов троугао")            |
| 1979   | Дан када је дошао на земљу                | Деби                      |                                                  |
| 1980   | Чичов и Чонгов следећи филм               | глумица                   |                                                  |
| 1981   | Ортаци                                    | Синди                     | ТВ серија (епизода: "Све што ти треба је љубав") |
| 1982   | Меш                                       | сестра Лејси              | ТВ серија (2 епизоде)                            |
| 1983   | У троје                                   | Агнес Плат                | ТВ серија (1 епизода)                            |
| 1985   | Добровољци                                | Бет Векслер               |                                                  |
| 1986   | 227                                       | Др Петерсон               | ТВ серија (11 епизода)                           |
| 1988   | Позив у поноћ                             | Кони Зимак                | ТВ серија (3 епизоде)                            |
| 1990   | Ломача таштине                            | жена                      |                                                  |
| 1991   | Приче из гробнице                         | Џес Гилкрист              | ТВ серија (1 епизода)                            |
| 1993   | Бесани у Сијетлу                          | Сузи                      |                                                  |
| 1994   | Мешани ораси                              | Катарина O'Шонеси         |                                                  |
| 1995   | Некад и сад                               | Криси ДеВит Вилијамс      |                                                  |
| 1996   | То што радиш!                             | Маргарета                 |                                                  |
| 1996   | Турбо тата                                | Лиз Лангстон              |                                                  |
| 1998   | Психо                                     | Каролина                  |                                                  |
| 1999   | Невидљиво дете                            | Ени Биман                 |                                                  |
| 1999   | Одбегла млада                             | Ели Грејам                |                                                  |
| 1999   | Фрејжер                                   | Миа Престон/ Хестер Крејн | ТВ серија (епизода: "Momma Mia")                 |
| 1999   | Прича о нама                              | Рејчел                    |                                                  |
| 2001   | Парфем                                    | Роберта                   |                                                  |
| 2001   | Без одушевљења, молим                     | Ен Мајклсон               | ТВ серија(епизода: "Лутка")                      |
| 2002   | Ауто Фокус                                | Ен Крејн                  |                                                  |
| 2003   | Мој велики мрсни православни живот        | рођака Аријана            | ТВ серија (епизода: "Аријана")                   |
| 2004   | Подигни глас                              | Френсис Фллечер           |                                                  |
| 2005   | Срећа у малим дозама                      | Тери Бретли               |                                                  |
| 2005   | Величанствена пустош: Ходање по Месецу 3Д | командир Бета станице     | глас                                             |
| 2006   | Дивни Охајо                               | Џудит Месерман            |                                                  |
| 2009   | Моја грчка авантура                       | Елинор                    |                                                  |
| 2009   | Маторе џукеле                             | Џена                      |                                                  |
| 2009   | Компликовано је                           | Триша                     |                                                  |
| 2011   | Уметност препуштања                       | Вивијан Сарџент           |                                                  |
| 2011   | Лери Краун                                | Вилма Гамелгард           |                                                  |
| 2011   | Ред и закон: Одељење за специјалне жртве  | Бри Мазалон               | ТВ серија (1 епизода)                            |
| 2011   | Добра жена                                | Вајола Валш               | ТВ серија (5 епизода)                            |
| 2012   | Џутопија                                  | Арлен Липшиц              |                                                  |
| 2012   | Шта мислиш ко си ти                       | Рита Вилсон               | ТВ серија                                        |
| 2013   | Тутор                                     | Тина                      | кратак филм                                      |
| 2013   | Девојке                                   | Иви Мајклс                | ТВ серија (5 епизода)                            |
| 2014   | Патрола у зору                            | Шелија                    |                                                  |
| 2016   | Моја велика мрсна православна свадба 2    | Ана                       |                                                  |
| 2016   | Брат Природа                              | Кети Турли                |                                                  |
| 2018   | Глорија Бел                               | Вики                      |                                                  |
| 2018   | Емет                                      | Мери Лок                  |                                                  |
| 2019   | Једноставно венчање                       | Меги Бејкер               |                                                  |
| 2020   | Љубав је љубав је љубав                   | Мери Кеј                  |                                                  |
| 2020   | Борат: Накнадни филм                      | саму себе                 | камео                                            |
| 2023   | Астероид Сити                             | госпођа Ведерфорд         |                                                  |

### Продуцент
| Година | Наслов                                 | Улога             | Напомене                                        |
| ------ | -------------------------------------- | ----------------- | ----------------------------------------------- |
| 2002   | Моја велика мрсна православна свадба   | Продуцент         | Номинован — Продуценти Америке — за филм године |
| 2003   | Мој велики мрсни православни живот     | Извршни продуцент | ТВ серија                                       |
| 2004   | Кони и Карла                           | Извршни продуцент |                                                 |
| 2008   | Mamma Mia!                             | Извршни продуцент |                                                 |
| 2009   | Моја грчка авантура                    | Извршни продуцент |                                                 |
| 2016   | Моја велика мрсна православна свадба 2 | Извршни продуцент |                                                 |
| 2018   | Мама миа! Идемо поново                 | Извршни продуцент |                                                 |
| 2019   | Једноставно венчање                    | Извршни продуцент |                                                 |

## Дискографија
| Наслов албума   | Датум изласка       | Листа песама | Текстописци |
| --------------- | ------------------- | --- | --- |
| AM/FM           | 8. мај 2012.        | "All I Have to Do Is Dream" "Never My Love" "Come See About Me "Angel of the Morning" "Walking in the Rain" "Wichita Lineman" "Cherish" "You Were on My Mind" "Good Time Charlie's Got the Blues" "Love Has No Pride" "Please Come to Boston" "Will You Love Me Tomorrow?" "Faithless Love" "River" "Every Perfect Picture" | Фелис и Бодло Брајант Браћа Адриси Брајан Холанд, Ламонт Дозиер, Еди Холанд Чип Тајлор Бари Ман, Фил Спектор, Синтија Вил Џими Веб Тери Киркман Силвија Фрикер Дени О’Киф Ерик Каз, Либи Тајтус Дејв Логинс Гери Гофин, Карол Кинг Џ. Д. Сотер Џони Мичел Пати Скиалфа |
| Rita Wilson     | 11. март 2016.      | "Along for the Ride" "Crying, Crying" "Talking to Me" "Forgiving Me Forgiving You" "Say Yes" "Strong Tonight" "What You See Is What You Get" "Joni" "In the Dark" "Stay Low" "Every Day" "Girls Night In" "I'm Guilty" "Still Gone" "Grateful"                                                                              | Ен Мари Босковиц, Рита Вилсон Дарел Браун, Дан Вилсон, Рита Вилсон Микал Блу, Лорен Кристи, Јохан Линддбрант, Рита Вилсон Дарел Браун, Рита Вилсон Ричард Маркс, Рита Вилсон Кели Арчер, Блер Дејли, Рита Вилсон Шери Шорт, Брајан Тод, Рита Вилсон Џејсон Ривс, Нели Џо Ривс, Рита Вилсон Рон Анијело, Џејсон Вејд, Рита Вилсон Стефан Моћио, Рита Вилсон Кристијан Буш, Рита Вилсон Нејтан Чапмен, Стефани Чапмен, Рита Вилсон Југомир Лониц, Рита Вилсон Џеси Александер, Џон Рандол, Рита Вилсон Кара Диогварди, Џејсон Ривс, Рита Вилсон |
| Bigger Picture  | 28. септембар 2018. | "Bigger Picture" "Good Man" "Heart He Handed Down" "Tear by Tear" "Not About the Music" "The Way I Am" "Broken Man" "Blindsided" "Go On Through It" "The Wind" "It Goes So Fast" "Even More Mine" | Ени Боско, Дени Мирик, Рита Вилсон Андру Дулитл, Рита Вилсон Кристијан Буш, Рита Вилсон Алекс Рејд, Линди Робинс, Рита Вилсон Бред Ворен, Брет Ворен, Рита Вилсон Нели Џо Ривс, Џејсон Ривс, Рита Вилсон Гери Бур, Рита Вилсон Мајкл Блу, Доминик Мари Велуто, Рита Вилсон, Катрина Вулвертон Ерон Бенвард, Дина Картер, Рита Вилсон Кет Стивенс Џоди Мар, Викторија Шоу, Рита Вилсон Нејтан Чапмен, Рита Вилсон, Дарел Браун |
| Halfway to Home | 29. март 2019.      | "Big City Small Town Girl" "The Spark" "Song For Everyone" "Halfway to Home" "Throw Me A Party" "Oh, No, You Didn't" "New Girl" "Demolition Man" "Rule Breaker" "Pay Me In Wine" "Faith In You" "Heart Race" "Date Night"                                                                                                   | Ени Боско, Јохан Линдбрант, Рита Вилсон Џон Шанкс, Ени Боско, Рита Вилсон Треј Брус, Ричард Маркс, Рита Вилсон Мајкл Блу, Маркита Мекку, Џејсон Вејд, Рита Вилсон Кристијан Буш, Лиз Роуз, Рита Вилсон Матрака Берг, Рита Вилсон Емили Шеклтон, Рита Вилсон Стефани Чапмен, Рита Вилсон Ени Боско, Рита Вилсон Мич Ален, Кристијан Буш, Кара Диогварди, Моцела, Лиз Роуз, Рита Вилсон Џек Темпчин, Рита Вилсон Нејтан Чапмен, Кевин Кедиш, Рита Вилсон Емили Шеклтон, Рита Вилсон                                                             |